# UCI WorldTour 2023
El UCI WorldTour 2023 fue la decimotercera edición del máximo calendario ciclista a nivel mundial bajo la organización de la UCI.
El calendario tuvo 35 carreras, las mismas que la edición anterior y el regreso del Tour Down Under, la Cadel Evans Great Ocean Road Race y el Tour de Guangxi. Comenzó el 17 de enero con la carrera del Tour Down Under en Australia y finalizó el 17 de octubre con el Tour de Guangxi en la República Popular China.

## Equipos
Para el 2023 los equipos UCI WorldTeam fueron 18, la misma cantidad que la edición anterior. Para esta temporada en la máxima categoría cambiaron de nombre por ingreso de nuevos patrocinadores los equipos Soudal Quick-Step y Team Jayco AlUla. Así mismo, ascendieron a la máxima categoría por el sistema de puntos los equipos Arkéa Samsic y Alpecin-Deceuninck, en lugar de los descendidos Israel-Premier Tech y Lotto Dstny.
| Nombre                     | País                   | Código UCI |
| -------------------------- | ---------------------- | ---------- |
| AG2R Citroën Team          | Francia                | ACT        |
| Alpecin-Deceuninck         | Bélgica                | ADC        |
| Arkéa Samsic               | Francia                | ARK        |
| Astana Qazaqstan Team      | Kazajistán             | AST        |
| Bahrain Victorious         | Baréin                 | TBV        |
| Bora-Hansgrohe             | Alemania               | BOH        |
| Cofidis, Solutions Crédits | Francia                | COF        |
| EF Education-EasyPost      | Estados Unidos         | EFE        |
| Groupama-FDJ               | Francia                | GFC        |
| INEOS Grenadiers           | Reino Unido            | IGD        |
| Intermarché-Circus-Wanty   | Bélgica                | ICW        |
| Jumbo-Visma                | Países Bajos           | TJV        |
| Movistar Team              | España                 | MOV        |
| Soudal Quick-Step          | Bélgica                | SOQ        |
| Team dsm-firmenich         | Países Bajos           | DSM        |
| Team Jayco AlUla           | Australia              | JAY        |
| Lidl-Trek                  | Estados Unidos         | LTK        |
| UAE Team Emirates          | Emiratos Árabes Unidos | UAD        |

## Carreras
| UCI World Tour 2023             | UCI World Tour 2023     | UCI World Tour 2023               | UCI World Tour 2023  | UCI World Tour 2023 |
| Fecha                           | País                    | Carrera                           | Ganador              |                     |
| ------------------------------- | ----------------------- | --------------------------------- | -------------------- | ------------------- |
| 17 – 22 de enero                | Australia               | Tour Down Under                   | Jay Vine             |                     |
| 29 de ene                       | Australia               | Cadel Evans Great Ocean Road Race | Marius Mayrhofer     |                     |
| 20 – 26 de febrero              | Emiratos Árabes Unidos  | UAE Tour                          | Remco Evenepoel      |                     |
| 25 de feb                       | Bélgica                 | Omloop Het Nieuwsblad             | Dylan van Baarle     |                     |
| 4 de mar                        | Italia                  | Strade Bianche                    | Thomas Pidcock       |                     |
| 5 – 12 de marzo                 | Francia                 | París-Niza                        | Tadej Pogačar        |                     |
| 6 – 12 de marzo                 | Italia                  | Tirreno-Adriático                 | Primož Roglič        |                     |
| 18 de mar                       | Italia                  | Milán-San Remo                    | Mathieu van der Poel |                     |
| 20 – 26 de marzo                | España                  | Volta a Cataluña                  | Primož Roglič        |                     |
| 22 de mar                       | Bélgica                 | Clásica Brujas-La Panne           | Jasper Philipsen     |                     |
| 24 de mar                       | Bélgica                 | E3 Saxo Classic                   | Wout van Aert        |                     |
| 26 de mar                       | Bélgica                 | Gante-Wevelgem                    | Christophe Laporte   |                     |
| 29 de mar                       | Bélgica                 | A través de Flandes               | Christophe Laporte   |                     |
| 2 de abr                        | Bélgica                 | Tour de Flandes                   | Tadej Pogačar        |                     |
| 3 – 8 de abril                  | España                  | Vuelta al País Vasco              | Jonas Vingegaard     |                     |
| 9 de abr                        | Francia                 | París-Roubaix                     | Mathieu van der Poel |                     |
| 16 de abr                       | Países Bajos            | Amstel Gold Race                  | Tadej Pogačar        |                     |
| 19 de abr                       | Bélgica                 | Flecha Valona                     | Tadej Pogačar        |                     |
| 23 de abr                       | Bélgica                 | Lieja-Bastoña-Lieja               | Remco Evenepoel      |                     |
| 25 – 30 de abril                | Suiza                   | Tour de Romandía                  | Adam Yates           |                     |
| 1 de may                        | Alemania                | Gran Premio de Fráncfort          | Søren Kragh Andersen |                     |
| 6 – 28 de mayo                  | Italia                  | Giro de Italia                    | Primož Roglič        |                     |
| 4 – 11 de junio                 | Francia                 | Critérium del Dauphiné            | Jonas Vingegaard     |                     |
| 11 – 18 de junio                | Suiza                   | Vuelta a Suiza                    | Mattias Skjelmose    |                     |
| 1 – 23 de julio                 | Francia                 | Tour de Francia                   | Jonas Vingegaard     |                     |
| 29 de julio – 4 de agosto       | Polonia                 | Tour de Polonia                   | Matej Mohorič        |                     |
| 29 de jul                       | España                  | Clásica San Sebastián             | Remco Evenepoel      |                     |
| 20 de ago                       | Alemania                | EuroEyes Cyclassics               | Mads Pedersen        |                     |
| 23 – 27 de agosto               | Bélgica                 | Benelux Tour                      | Tim Wellens          |                     |
| 26 de agosto – 17 de septiembre | España                  | Vuelta a España                   | Sepp Kuss            |                     |
| 3 de sep                        | Francia                 | Bretagne Classic                  | Valentin Madouas     |                     |
| 8 de sep                        | Canadá                  | Gran Premio de Quebec             | Arnaud De Lie        |                     |
| 10 de sep                       | Canadá                  | Gran Premio de Montreal           | Adam Yates           |                     |
| 7 de oct                        | Italia                  | Giro de Lombardía                 | Tadej Pogačar        |                     |
| 12 – 17 de octubre              | República Popular China | Tour de Guangxi                   | Milan Vader          |                     |

## Clasificaciones Ranking Mundial (UCI World Ranking)
Estas fueron las clasificaciones oficiales del Ranking Mundial (UCI World Ranking):
Nota: ver Baremos de puntuación

### Clasificación individual
| Posición | Corredor             | Equipo             | Puntos  |
| -------- | -------------------- | ------------------ | ------- |
| 1.º      | Tadej Pogačar        | UAE Emirates       | 7695,86 |
| 2.º      | Jonas Vingegaard     | Jumbo-Visma        | 6304,07 |
| 3.º      | Remco Evenepoel      | Soudal Quick-Step  | 5631,71 |
| 4.º      | Primož Roglič        | Jumbo-Visma        | 5603,36 |
| 5.º      | Wout van Aert        | Jumbo-Visma        | 4762    |
| 6.º      | Mads Pedersen        | Lidl-Trek          | 4606,14 |
| 7.º      | Mathieu van der Poel | Alpecin-Deceuninck | 4163    |
| 8.º      | Adam Yates           | UAE Emirates       | 4007,86 |
| 9.º      | Jasper Philipsen     | Alpecin-Deceuninck | 3913    |
| 10.º     | João Almeida         | UAE Emirates       | 3110,62 |

| Posiciones 11.ª a 20.ª | Posiciones 11.ª a 20.ª   | Posiciones 11.ª a 20.ª | Posiciones 11.ª a 20.ª |
| ---------------------- | ------------------------ | ---------------------- | ---------------------- |
| 11.º                   | Simon Yates              | Jayco AlUla            | 3087,29                |
| 12.º                   | Marc Hirschi             | UAE Emirates           | 2997                   |
| 13.º                   | Mattias Skjelmose Jensen | Lidl-Trek              | 2908,14                |
| 14.º                   | Arnaud De Lie            | Lotto Dstny            | 2891                   |
| 15.º                   | Filippo Ganna            | INEOS Grenadiers       | 2877                   |
| 16.º                   | Sepp Kuss                | Jumbo-Visma            | 2612,5                 |
| 17.º                   | Pello Bilbao             | Bahrain Victorious     | 2432,14                |
| 18.º                   | Christophe Laporte       | Jumbo-Visma            | 2311                   |
| 19.º                   | Mikel Landa              | Bahrain Victorious     | 2283,62                |
| 20.º                   | Matej Mohorič            | Bahrain Victorious     | 2230                   |

### Clasificación por equipos
| Posición | Equipo             | Puntos    |
| -------- | ------------------ | --------- |
| 1.º      | UAE Emirates       | 30 958,18 |
| 2.º      | Jumbo-Visma        | 29 651,45 |
| 3.º      | Soudal Quick-Step  | 18 697,85 |
| 4.º      | INEOS Grenadiers   | 17 794,26 |
| 5.º      | Lidl-Trek          | 16 054,45 |
| 6.º      | Bahrain Victorious | 15 787,81 |
| 7.º      | Groupama-FDJ       | 14 834,51 |
| 8.º      | Alpecin-Deceuninck | 14 517,25 |
| 9.º      | Lotto Dstny        | 14 112,83 |
| 10.º     | Bora-Hansgrohe     | 13 325,13 |

### Clasificación por países
| Posición | País           | Puntos    |
| -------- | -------------- | --------- |
| 1.º      | Bélgica        | 23 090,71 |
| 2.º      | Dinamarca      | 18 779,56 |
| 3.º      | Eslovenia      | 16 498,34 |
| 4.º      | Reino Unido    | 14 331,47 |
| 5.º      | Francia        | 13 826,36 |
| 6.º      | España         | 13 493,38 |
| 7.º      | Países Bajos   | 11 706,63 |
| 8.º      | Italia         | 11 621,9  |
| 9.º      | Australia      | 10 074,2  |
| 10.º     | Estados Unidos | 9702,64   |

## Progreso de las clasificaciones
| Carrera (Vencedor)                                   | Clasificación individual | Clasificación por equipos |
| ---------------------------------------------------- | ------------------------ | ------------------------- |
| Tour Down Under (Jay Vine)                           | Tadej Pogačar            | UAE Emirates              |
| Cadel Evans Great Ocean Road Race (Marius Mayrhofer) | Tadej Pogačar            | Intermarché-Circus-Wanty  |
| UAE Tour (Remco Evenepoel)                           | Tadej Pogačar            | UAE Emirates              |
| Omloop Het Nieuwsblad (Dylan van Baarle)             | Tadej Pogačar            | UAE Emirates              |
| Strade Bianche (Thomas Pidcock)                      | Tadej Pogačar            | UAE Emirates              |
| París-Niza (Tadej Pogačar)                           | Tadej Pogačar            | UAE Emirates              |
| Tirreno-Adriático (Primož Roglič)                    | Tadej Pogačar            | UAE Emirates              |
| Milán-San Remo (Mathieu van der Poel)                | Tadej Pogačar            | UAE Emirates              |
| Volta a Cataluña (Primož Roglič)                     | Tadej Pogačar            | UAE Emirates              |
| Clásica Brujas-La Panne (Jasper Philipsen)           | Tadej Pogačar            | UAE Emirates              |
| E3 Saxo Classic (Wout van Aert)                      | Tadej Pogačar            | UAE Emirates              |
| Gante-Wevelgem (Christophe Laporte)                  | Tadej Pogačar            | UAE Emirates              |
| A través de Flandes (Christophe Laporte)             | Tadej Pogačar            | UAE Emirates              |
| Tour de Flandes (Tadej Pogačar)                      | Tadej Pogačar            | UAE Emirates              |
| Vuelta al País Vasco (Jonas Vingegaard)              | Tadej Pogačar            | Jumbo-Visma               |
| París-Roubaix (Mathieu van der Poel)                 | Tadej Pogačar            | Jumbo-Visma               |
| Amstel Gold Race (Tadej Pogačar)                     | Tadej Pogačar            | Jumbo-Visma               |
| Flecha Valona (Tadej Pogačar)                        | Tadej Pogačar            | Jumbo-Visma               |
| Lieja-Bastoña-Lieja (Remco Evenepoel)                | Tadej Pogačar            | Jumbo-Visma               |
| Tour de Romandía (Adam Yates)                        | Tadej Pogačar            | UAE Emirates              |
| Gran Premio de Fráncfort (Søren Kragh Andersen)      | Tadej Pogačar            | UAE Emirates              |
| Giro de Italia (Primož Roglič)                       | Tadej Pogačar            | UAE Emirates              |
| Critérium del Dauphiné (Jonas Vingegaard)            | Tadej Pogačar            | UAE Emirates              |
| Vuelta a Suiza (Mattias Skjelmose Jensen)            | Tadej Pogačar            | UAE Emirates              |
| Tour de Francia (Jonas Vingegaard)                   | Tadej Pogačar            | UAE Emirates              |
| Clásica San Sebastián (Remco Evenepoel)              | Tadej Pogačar            | UAE Emirates              |
| Tour de Polonia (Matej Mohorič)                      | Tadej Pogačar            | UAE Emirates              |
| BEMER Cyclassics (Mads Pedersen)                     | Tadej Pogačar            | UAE Emirates              |
| Renewi Tour (Tim Wellens)                            | Tadej Pogačar            | UAE Emirates              |
| Bretagne Classic (Valentin Madouas)                  | Tadej Pogačar            | UAE Emirates              |
| Gran Premio de Quebec (Arnaud De Lie)                | Tadej Pogačar            | UAE Emirates              |
| Gran Premio de Montreal (Adam Yates)                 | Tadej Pogačar            | UAE Emirates              |
| Vuelta a España (Sepp Kuss)                          | Tadej Pogačar            | UAE Emirates              |
| Giro de Lombardía (Tadej Pogačar)                    | Tadej Pogačar            | UAE Emirates              |
| Tour de Guangxi (Milan Vader)                        | Tadej Pogačar            | UAE Emirates              |

## Victorias en el WorldTour

### Victorias por corredor
- Notas: En amarillo corredores de equipos de categoría UCI ProTeam, Continental y selecciones nacionales.

Incluye victorias en prólogos.
| Posición | Ciclista                 | Equipo                   | Etapa | Clásica | General | Total |
| -------- | ------------------------ | ------------------------ | ----- | ------- | ------- | ----- |
| 1.º      | Jonas Vingegaard         | Jumbo-Visma              | 8     | -       | 3       | 11    |
| 1.º      | Primož Roglič            | Jumbo-Visma              | 8     | -       | 3       | 11    |
| 1.º      | Remco Evenepoel          | Soudal Quick-Step        | 8     | 2       | 1       | 11    |
| 4.º      | Tadej Pogačar            | UAE Emirates             | 5     | 4       | 1       | 10    |
| 5.º      | Jasper Philipsen         | Alpecin-Deceuninck       | 7     | 1       | -       | 8     |
| 6.º      | Kaden Groves             | Alpecin-Deceuninck       | 6     | -       | -       | 6     |
| 7.º      | Tim Merlier              | Soudal Quick-Step        | 5     | -       | -       | 5     |
| 7.º      | Adam Yates               | UAE Emirates             | 3     | 1       | 1       | 5     |
| 9.º      | Christophe Laporte       | Jumbo-Visma              | 2     | 2       | -       | 4     |
| 9.º      | Mads Pedersen            | Lidl-Trek                | 3     | 1       | -       | 4     |
| 9.º      | Matej Mohorič            | Bahrain Victorious       | 3     | -       | 1       | 4     |
| 9.º      | Olav Kooij               | Jumbo-Visma              | 4     | -       | -       | 4     |
| 13.º     | Juan Ayuso               | UAE Emirates             | 3     | -       | -       | 3     |
| 13.º     | Juan Sebastián Molano    | UAE Emirates             | 3     | -       | -       | 3     |
| 15.º     | Mathieu van der Poel     | Alpecin-Deceuninck       | -     | 2       | -       | 2     |
| 15.º     | Ethan Hayter             | INEOS Grenadiers         | 2     | -       | -       | 2     |
| 15.º     | Einer Rubio              | Movistar                 | 2     | -       | -       | 2     |
| 15.º     | Nico Denz                | Bora-Hansgrohe           | 2     | -       | -       | 2     |
| 15.º     | Giulio Ciccone           | Lidl-Trek                | 2     | -       | -       | 2     |
| 15.º     | Mattias Skjelmose Jensen | Lidl-Trek                | 1     | -       | 1       | 2     |
| 15.º     | Pello Bilbao             | Bahrain Victorious       | 2     | -       | -       | 2     |
| 15.º     | Felix Gall               | AG2R Citroën             | 2     | -       | -       | 2     |
| 15.º     | Filippo Ganna            | INEOS Grenadiers         | 2     | -       | -       | 2     |
| 15.º     | Alberto Dainese          | dsm-firmenich            | 2     | -       | -       | 2     |
| 15.º     | Wout Poels               | Bahrain Victorious       | 2     | -       | -       | 2     |
| 15.º     | Sepp Kuss                | Jumbo-Visma              | 1     | -       | 1       | 2     |
| 15.º     | Jonathan Milan           | Bahrain Victorious       | 2     | -       | -       | 2     |
| 15.º     | Milan Vader              | Jumbo-Visma              | 1     | -       | 1       | 2     |
| 29.º     | Alberto Bettiol          | EF Education-EasyPost    | 1     | -       | -       | 1     |
| 29.º     | Phil Bauhaus             | Bahrain Victorious       | 1     | -       | -       | 1     |
| 29.º     | Rohan Dennis             | Jumbo-Visma              | 1     | -       | -       | 1     |
| 29.º     | Bryan Coquard            | Cofidis                  | 1     | -       | -       | 1     |
| 29.º     | Simon Yates              | Jayco AlUla              | 1     | -       | -       | 1     |
| 29.º     | Jay Vine                 | UAE Emirates             | -     | -       | 1       | 1     |
| 29.º     | Marius Mayrhofer         | dsm-firmenich            | -     | 1       | -       | 1     |
| 29.º     | Dylan Groenewegen        | Jayco AlUla              | 1     | -       | -       | 1     |
| 29.º     | Dylan van Baarle         | Jumbo-Visma              | -     | 1       | -       | 1     |
| 29.º     | Thomas Pidcock           | INEOS Grenadiers         | -     | 1       | -       | 1     |
| 29.º     | Fabio Jakobsen           | Soudal Quick-Step        | 1     | -       | -       | 1     |
| 29.º     | Wout van Aert            | Jumbo-Visma              | -     | 1       | -       | 1     |
| 29.º     | Ide Schelling            | Bora-Hansgrohe           | 1     | -       | -       | 1     |
| 29.º     | Sergio Higuita           | Bora-Hansgrohe           | 1     | -       | -       | 1     |
| 29.º     | Josef Černý              | Soudal Quick-Step        | 1     | -       | -       | 1     |
| 29.º     | Ethan Vernon             | Soudal Quick-Step        | 1     | -       | -       | 1     |
| 29.º     | Fernando Gaviria         | Movistar                 | 1     | -       | -       | 1     |
| 29.º     | Søren Kragh Andersen     | Alpecin-Deceuninck       | -     | 1       | -       | 1     |
| 29.º     | Michael Matthews         | Jayco AlUla              | 1     | -       | -       | 1     |
| 29.º     | Aurélien Paret-Peintre   | AG2R Citroën             | 1     | -       | -       | 1     |
| 29.º     | Davide Bais              | EOLO-KOMETA              | 1     | -       | -       | 1     |
| 29.º     | Ben Healy                | EF Education-EasyPost    | 1     | -       | -       | 1     |
| 29.º     | Magnus Cort              | EF Education-EasyPost    | 1     | -       | -       | 1     |
| 29.º     | Pascal Ackermann         | UAE Emirates             | 1     | -       | -       | 1     |
| 29.º     | Brandon McNulty          | UAE Emirates             | 1     | -       | -       | 1     |
| 29.º     | João Almeida             | UAE Emirates             | 1     | -       | -       | 1     |
| 29.º     | Filippo Zana             | Jayco AlUla              | 1     | -       | -       | 1     |
| 29.º     | Santiago Buitrago        | Bahrain Victorious       | 1     | -       | -       | 1     |
| 29.º     | Mark Cavendish           | Astana Qazaqstan         | 1     | -       | -       | 1     |
| 29.º     | Julian Alaphilippe       | Soudal Quick-Step        | 1     | -       | -       | 1     |
| 29.º     | Mikkel Bjerg             | UAE Emirates             | 1     | -       | -       | 1     |
| 29.º     | Georg Zimmermann         | Intermarché-Circus-Wanty | 1     | -       | -       | 1     |
| 29.º     | Stefan Küng              | Groupama-FDJ             | 1     | -       | -       | 1     |
| 29.º     | Biniam Girmay            | Intermarché-Circus-Wanty | 1     | -       | -       | 1     |
| 29.º     | Victor Lafay             | Cofidis                  | 1     | -       | -       | 1     |
| 29.º     | Jai Hindley              | Bora-Hansgrohe           | 1     | -       | -       | 1     |
| 29.º     | Michael Woods            | Israel-Premier Tech      | 1     | -       | -       | 1     |
| 29.º     | Ion Izagirre             | Cofidis                  | 1     | -       | -       | 1     |
| 29.º     | Michał Kwiatkowski       | INEOS Grenadiers         | 1     | -       | -       | 1     |
| 29.º     | Carlos Rodríguez         | INEOS Grenadiers         | 1     | -       | -       | 1     |
| 29.º     | Kasper Asgreen           | Soudal Quick-Step        | 1     | -       | -       | 1     |
| 29.º     | Jordi Meeus              | Bora-Hansgrohe           | 1     | -       | -       | 1     |
| 29.º     | Rafał Majka              | UAE Emirates             | 1     | -       | -       | 1     |
| 29.º     | Marijn van den Berg      | EF Education-EasyPost    | 1     | -       | -       | 1     |
| 29.º     | Mattia Cattaneo          | Soudal Quick-Step        | 1     | -       | -       | 1     |
| 29.º     | Joshua Tarling           | INEOS Grenadiers         | 1     | -       | -       | 1     |
| 29.º     | Mike Teunissen           | Intermarché-Circus-Wanty | 1     | -       | -       | 1     |
| 29.º     | Samuel Welsford          | dsm-firmenich            | 1     | -       | -       | 1     |
| 29.º     | Tim Wellens              | UAE Emirates             | -     | -       | 1       | 1     |
| 29.º     | Andreas Kron             | Lotto Dstny              | 1     | -       | -       | 1     |
| 29.º     | Geoffrey Soupe           | TotalEnergies            | 1     | -       | -       | 1     |
| 29.º     | Lennard Kämna            | Bora-Hansgrohe           | 1     | -       | -       | 1     |
| 29.º     | Valentin Madouas         | Groupama-FDJ             | -     | 1       | -       | 1     |
| 29.º     | Jesús Herrada            | Cofidis                  | 1     | -       | -       | 1     |
| 29.º     | Arnaud De Lie            | Lotto Dstny              | -     | 1       | -       | 1     |
| 29.º     | Rui Costa                | Intermarché-Circus-Wanty | 1     | -       | -       | 1     |
| 29.º     | Elia Viviani             | INEOS Grenadiers         | 1     | -       | -       | 1     |

### Victorias por equipo
- Notas: En amarillo equipos UCI ProTeam.

Incluye victorias en CRE.
| Posición | Equipo                   | Victorias |
| -------- | ------------------------ | --------- |
| 1.º      | Jumbo-Visma              | 38        |
| 2.º      | UAE Emirates             | 28        |
| 3.º      | Soudal Quick-Step        | 23        |
| 4.º      | Alpecin-Deceuninck       | 17        |
| 5.º      | Bahrain Victorious       | 12        |
| 6.º      | INEOS Grenadiers         | 9         |
| 7.º      | Lidl-Trek                | 8         |
| 8.º      | Bora-Hansgrohe           | 7         |
| 9.º      | dsm-firmenich            | 5         |
| 10.º     | Jayco AlUla              | 4         |
| 10.º     | EF Education-EasyPost    | 4         |
| 10.º     | Cofidis                  | 4         |
| 10.º     | Intermarché-Circus-Wanty | 4         |
| 14.º     | Movistar                 | 3         |
| 14.º     | AG2R Citroën             | 3         |
| 16.º     | Groupama-FDJ             | 2         |
| 16.º     | Lotto Dstny              | 2         |
| 18.º     | EOLO-KOMETA              | 1         |
| 18.º     | Astana Qazaqstan         | 1         |
| 18.º     | Israel-Premier Tech      | 1         |
| 18.º     | TotalEnergies            | 1         |

### Victorias por países
- Se incluyen las victorias en contrarreloj por equipos.

| Posición | Equipo          | Victorias |
| -------- | --------------- | --------- |
| 1.º      | Bélgica         | 29        |
| 2.º      | Eslovenia       | 25        |
| 3.º      | Dinamarca       | 22        |
| 4.º      | Países Bajos    | 18        |
| 5.º      | Italia          | 13        |
| 6.º      | Reino Unido     | 12        |
| 7.º      | Australia       | 11        |
| 8.º      | Francia         | 10        |
| 9.º      | España          | 8         |
| 9.º      | Colombia        | 8         |
| 11.º     | Alemania        | 7         |
| 12.º     | Estados Unidos  | 3         |
| 13.º     | Austria         | 2         |
| 13.º     | Polonia         | 2         |
| 13.º     | Portugal        | 2         |
| 16.º     | República Checa | 1         |
| 16.º     | Irlanda         | 1         |
| 16.º     | Suiza           | 1         |
| 16.º     | Eritrea         | 1         |
| 16.º     | Canadá          | 1         |